# Akashi
Akashi (Japans: 明石市, Akashi-shi) is een stad in de prefectuur  Hyogo, Japan. In 2013 telde de stad 291.175 inwoners. Akashi maakt deel uit van de metropool Groot-Osaka.

## Geschiedenis
De stad werd op 1 november 1919 gesticht tijdens de Taishoperiode. Op 1 april 2002 verkreeg Akashi het statuut van speciale stad.

## Partnersteden
- Vallejo (Verenigde Staten), sinds 1968
- Mushaku (China), sinds 1981

Steden:
Aioi · Akashi · Ako · Amagasaki · Asago · Ashiya · Awaji · Himeji · Itami · Kakogawa · Kasai · Kato · Kawanishi · Kobe (hoofdstad) · Miki · Minamiawaji · Nishinomiya · Nishiwaki · Ono · Sanda · Sasayama · Shiso · Sumoto · Takarazuka · Takasago · Tamba · Tatsuno · Toyooka · Yabu

Districten:
Ako · Ibo · Kako · Kanzaki · Kawabe · Mikata · Sayo · Taka
Gemeenten per district
Akashi · Atsugi · Chigasaki · Fuji · Fukui · Hachinohe · Hirakata · Hiratsuka · Ibaraki · Ichinomiya · Isesaki · Joetsu · Kakogawa · Kasugai · Kasukabe · Kawaguchi · Kishiwada · Kofu · Koshigaya · Kumagaya · Kure · Matsue · Matsumoto · Mito · Nagaoka · Neyagawa · Numazu · Odawara · Ōta · Sasebo · Sōka · Suita · Takarazuka · Tokorozawa · Tottori · Tsukuba · Yamagata · Yamato · Yao · Yokkaichi